# Tholera pallida
Tholera pallida är en fjärilsart som beskrevs av Barend J. Lempke 1964. Tholera pallida ingår i släktet Tholera och familjen nattflyn. Inga underarter finns listade i Catalogue of Life.